# Северный ветер (БПЛА)
Се́верный ве́тер — барражирующий боеприпас российского производства, впервые представленный летом 2025 года. Разработан совместными усилиями производственных объединений «Русское Оружие» и «Пушкин Двор» при поддержке фонда поддержки военнослужащих «Ленинградский Рубеж» и непосредственно губернатора ленинградской области Александра Дрозденко.

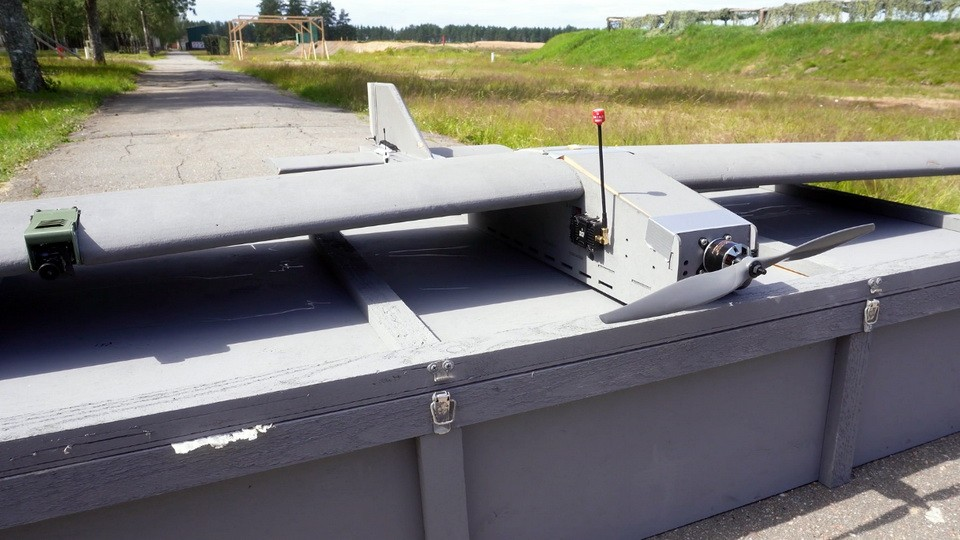
БПЛА "Северный ветер" на транспортировочном коробе

## Описание
Планер выполнен в компоновке высокоплан. Для большей маневренности дрон оснащен подвижным вертикальным стабилизатором.
Дрон получил свое название в честь участвующей в российском вторжении на Украину группировки войск «Север». БПЛА оснащается одним электрическим мотором, благодаря предусмотренным дополнительным отсеком под аккумуляторные батареи дальность полета с боевой частью по заявлению производителя превышает 100 километров.
Для достижения большей точности, БПЛА оснащён системой самонаведения на цель, а так-же системами инерциального позиционирования, позволяющие дрону достигать целей без участия оператора в условиях подавления спутниковых систем навигации.
Сообщается об успешном применение отдельных экземпляров БПЛА в рамках российского вторжения на Украину. В СМИ сообщается о планах крупномасштабного серийного производства БПЛА "Северный Ветер" на производственных площадках ленинградской области.